# ヴェルディくん
ヴェルディ君（-くん）は、Jリーグ・東京ヴェルディ1969の名誉マスコットキャラクター。

## 概要
- 1993年、Jリーグの開幕と同時にヴェルディ川崎（当時）のマスコットキャラクターとして誕生。
- コンドルをモチーフにしている。
  - ちなみにヴェルディは、前身の「読売サッカークラブ」時代より鳥をモチーフにしたエンブレムを使っているが、その鳥はコンドルではなく始祖鳥である。
- 着ぐるみは時折マイナーチェンジされ、最近は2010年に新モデルが発表された。
- 2011年6月10日・11日に実施された「第4回サッカー検定 ネット検定」を受験。見事5級に合格。
  - 同じ日には、川崎フロンターレの『ふろん太』、大分トリニータの『ニータン』、そしてロアッソ熊本の『ロアッソくん』が受験し、いずれも合格している。
- 2012年から次第に中年太りのウエストが目立ち始め、それに伴う形で「運動不足の中年男性」というキャラクター付けがなされた。お腹のたるみをやじられることもある。2015年にはあまりの不健康ぶりに見かねたスポンサーのタニタから万歩計を与えられている[1]。
- 2015年4月1日、ヴェルディくんの部屋withエーウイング（期間限定公開）を開設。
- 2020年5月4日、新公式マスコットのリヴェルンが誕生。2020年12月15日、メインマスコットを勇退し、名誉マスコットに就任すると発表された[2]。